# جوليان برون
جوليان برون (بالفرنسية: Julien Brun)‏ هو لاعب غولف فرنسي، ولد في 1 أبريل 1992 في كاجنيس سور مير في فرنسا.

## وصلات خارجية
- جوليان برون على موقع رابطة لاعبي الغولف المحترفين (الإنجليزية)
- جوليان برون على موقع رابطة أوروبا للاعبي الغولف المحترفين (الإنجليزية)
- جوليان برون على موقع التصنيف العالمي الرسمي للغولف (الإنجليزية)